# Iwaver
Les Iwaver sont des voitures radio commandées à l'échelle 1/28. Il s'agit purement et simplement de copies légales des MiniZ de Kyosho. Toutes les pièces détachées et options fonctionnant sur les modèles kyosho sont compatibles.